# 루지에로 리치

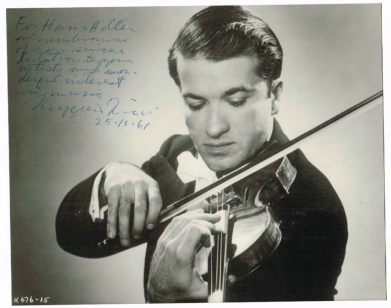

루지에로 리치(Ruggiero Ricci, 1918년 7월 24일 ~ 2012년 8월 6일)는 니콜로 파가니니의 작품 공연, 녹음을 한 것으로 알려진 20세기 미국의 바이올린 대가이다. 이탈리아계로서 샌프란시스코 태생이다. 스턴과 메뉴인, 그리고 퍼싱거에게 배웠고, 후에 프랑스로 건너가서 티보에게도 사사하였다. 8세로 일찍이 카네기 홀에서 뉴욕 필하모니와 협연, 신동이라는 칭송을 받았다. 이후 12세 때 유럽을 여행하였고 제2차대전 중에는 종군을 하였으며, 전후에는 세계 각국을 순회하면서 연주활동을 하였다. 비슷한 나잇대인 아이작 스턴 등에 비하면 스케일은 다소 작으나 매우 뛰어난 기교를 지니며, 성숙하고 넓은 음색과 솔직한 해석은 많은 청중들로 하여금 호감을 갖게 하였다.

## 악기
그는 여러대의 매우 훌륭한 악기들을 소장하였는데 1731 Guarneri Del Gesù Gibson,Huberman ex-Bronisław (과르네리 델 제수 깁슨 후버만 엑스-브로니스와프 ) , Lorenzo Storioni(로렌조 스토리오니), Luiz Bellini(루이스 벨리니), Curtin & Alf (커틴 & 알프)  , Frédéric Chaudière(프레데릭 쇼디에르), David Bague(데이비드 베이그), Regazzi (레가치)가 있다.   그 중에서는 과르네리 델 제수와 커틴 & 알프가 가장 훌륭하다고 한다. 
1. ↑  "Ruggiero Ricci dies at 94; violin virtuoso began as child prodigy" by Valerie J. Nelson, Los Angeles Times, 22 August 2012
2. ↑  "Ruggiero Ricci obituary" by Anne Inglis, The Guardian, 7 August 2012
3. ↑  "Ruggiero Ricci papers, 1890s–2013," Library of Congress; OCLC 994287110